# Tętnica nabrzuszna górna

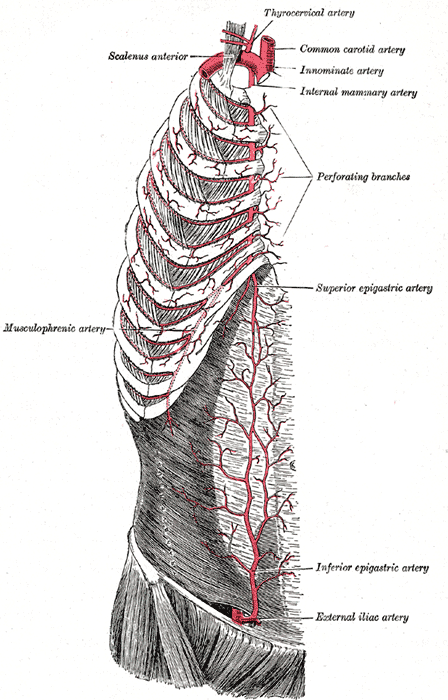
Tętnica nabrzuszna górna podpisana Superior epigastric artery

Tętnica nabrzuszna górna (łac. arteria epigastrica superior) − w anatomii człowieka tętnica będąca przyśrodkową gałęzią końcową tętnicy piersiowej wewnętrznej, biegnącą w jej przedłużeniu ku dołowi. Unaczynia mięsień prosty brzucha, inne pobliskie mięśnie przednie brzucha oraz skórę przedniej ściany brzucha ponad nimi, ponadto drobne gałęzie kierują się do przepony.
Tętnica nabrzuszna górna bocznie od wyrostka mieczykowatego biegnie przez trójkąt mostkowo-żebrowy i opuszcza klatkę piersiową. Na tylnej powierzchni mięśnia prostego brzucha wnika w jego tkankę. Zstępując ku dołowi, mniej więcej na poziomie pępka, zespala się z tętnicą nabrzuszną dolną – gałęzią tętnicy biodrowej zewnętrznej.
Oddaje następujące gałęzie:
- gałąź bezimienna odchodząca przyśrodkowo na poziomie wyrostka mieczykowatego i łącząca się z drugostronną,
- gałęzie mięśniowe i skórne,
- gałęzie przeponowe,
- gałęzie bezimienne odchodzące od prawej tętnicy, wnikające do więzadła sierpowatego wątroby i zespalające się z tętnicą wątrobową.